# Mathias Henrikson
Claes Anders Mathias Henrikson, född 16 maj 1940 i Bromma, Stockholm, död där 7 juli 2005, var en svensk skådespelare. Han var son till skådespelarna Anders Henrikson och Aino Taube samt dotterson till skådespelaren Mathias Taube.

## Biografi
Henrikson spelade under gymnasietiden en del teater. Han studerade därefter vid Terserus teaterskola och spelade vid Studentteatern där han debuterade 1960 i Alla skomakares dag. Han kom in på Dramatens elevskola 1961 i det som skulle bli den näst sista kullen i skolans historia innan namnbytet till Statens scenskola och var engagerad vid Dramaten 1964–1997 och 1999–2000. På 1990-talet var han engagerad vid Maximteatern.
Han filmdebuterade 1963 i Göran Genteles En vacker dag. Han slog igenom stort året efter när han gjorde den manliga huvudrollen i Gunnar Höglunds Kungsleden. Han kom därefter ofta att gestalta auktoritativa och suspekta personer, till exempel som advokat i Kopplingen (1991), minister i Läckan (1994) och Du bestämmer (1995) samt direktör i TV-serien Pip-Larssons (1998). Han hade även en återkommande roll som socialchef i TV-serien Varuhuset (1988–1989) och har gjort rösten i barnprogrammet Professor Balthazar.
1964 mottog Henrikson Teaterförbundets Daniel Engdahl-stipendium och 1985 De Wahl-stipendium.
Henriksson avled 2005 i sviterna av en hjärtinfarkt efter sin dagliga golfrunda och hade några år tidigare lyckats bryta sitt mångåriga alkoholmissbruk;han är begravd på Norra begravningsplatsen utanför Stockholm.

## Filmografi
- 1963 – En vacker dag
- 1964 – Kungsleden
- 1967 – Asterix och hans tappra galler
- 1967 – Den onda cirkeln
- 1968 – Asterix och Kleopatra
- 1968 – En dåres dagbok (kortfilm)
- 1969 – Fem på nya äventyr
- 1970 – Körsbärsträdgården
- 1970 – Röda rummet (TV-serie)
- 1971 – Änkeman Jarl
- 1973 – Din stund på jorden (TV-serie)
- 1973 – Fantastiska Wilbur
- 1975 – Monismanien 1995
- 1976 – Asterix 12 stordåd
- 1976 – Resan till julstjärnan
- 1976 – Trollhästen
- 1977 – Victor Frankenstein
- 1978 – Bröderna Daltons hämnd
- 1980 – Ett drömspel
- 1980 – Kärleken
- 1980 – Mördare! Mördare!
- 1983 – Lucky Luke – det stora äventyret
- 1983 – Den tredje lyckan (TV-serie)
- 1983 – Silas Marner
- 1984 – Samson och Sally
- 1985 – August Strindberg ett liv
- 1986 – I lagens namn
- 1986 – Sammansvärjningen
- 1987 – Hip hip hurra!
- 1987 – Mälarpirater
- 1988 – Behöriga äga ej tillträde
- 1988 – Varuhuset (TV-serie)
- 1990 – Apelsinmannen
- 1990 – Raoul Wallenberg – fånge i Sovjet (TV-serie)
- 1991 – Kopplingen (TV-serie)
- 1992 – Hassel – Svarta banken
- 1992 – Vennerman & Winge (TV-serie)
- 1993 – Rederiet (TV-serie)
- 1993 – Snoken (TV-serie)
- 1994 – Fritänkaren – filmen om Strindberg
- 1994 – Läckan
- 1994 – Zorn
- 1995 – Du bestämmer (TV-serie)
- 1997 – Sjukan (TV-serie)
- 1998 – Sista kontraktet
- 1998 – Pip-Larssons (TV-serie)
- 1998 – Tre Kronor (TV-serie)
- 1999 – C/o Segemyhr (TV-serie)
- 1999 – Ett litet rött paket (TV-serie)
- 2001 – Familjehemligheter
- 2001 – Gustav III:s äktenskap
- 2001 – Minou kattflickan
- 2002 – Pojken som ville vara isbjörn
- 2005 – Kvalster (TV-serie)

## Teater

### Roller (ej komplett)
| År   | Roll                          | Produktion                                                                       | Regi            | Teater                   |
| ---- | ----------------------------- | -------------------------------------------------------------------------------- | --------------- | ------------------------ |
| 1965 | Prins Filip                   | Yvonne, prinsessa av Bourgogne (Iwona, księżniczka Burgunda) Witold Gombrowicz   | Alf Sjöberg     | Dramaten                 |
| 1967 | Philostrat Varp               | En midsommarnattsdröm (A Midsummer Night's Dream) William Shakespeare            | Donya Feuer     | Parkteatern/ Dramaten    |
| 1969 | Andrej Sergejevitj Prozorov   | Tre systrar (Три сeстры, Tri sestry) Anton Tjechov                               | Keve Hjelm      | Dramaten                 |
| 1970 | Alceste                       | Misantropen (Le Misanthrope) Molière                                             | Frank Sundström | Dramaten                 |
| 1971 | Greve Alfred de la Trèfouille | Modern (Matka) Stanisław Ignacy Witkiewicz                                       | Alf Sjöberg     | Dramaten                 |
| 1972 | En officer                    | Tartuffe (Tartuffe, ou l'Imposteur) Molière                                      | Mimi Pollak     | Dramaten                 |
| 1977 | Sonen                         | Gud bevare omgivningen när en människa får en idé Stig Ossian Ericson            | Per Sjöstrand   | Dramaten                 |
| 1979 | Dybenko                       | Kollontaj Agneta Pleijel                                                         | Alf Sjöberg     | Dramaten                 |
| 1988 | Pontius Pilatus               | Mästaren och Margarita (Мастер и Маргарита, Master i Margarita) Michail Bulgakov | Jurij Ljubimov  | Dramaten                 |
| 1990 | Tom French                    | Hemlig extas (The Secret Rapture) David Hare                                     | Lars Amble      | Dramaten                 |
| 1992 | Hotelldirektören              | Trassel (Out of Order) Ray Cooney                                                | Lars Amble      | Maximteatern             |
| 1993 | Stefano                       | Köpmannen i Venedig (The Merchant of Venice) William Shakespeare                 | Göran Stangertz | Helsingborgs stadsteater |
| 1995 |                               | Dubbeltrubbel (Pyjamas Pour Six) Marc Camoletti                                  | Lars Amble      | Vasateatern              |
| 1996 |                               | Rakt ner i fickan (Cash on Delivery) Michael Cooney                              | Lars Amble      | Maximteatern             |
| 1998 |                               | Pengarna eller livet (Funny Money) Ray Cooney                                    | Lars Amble      | Maximteatern             |
| 1999 | Professorn                    | Markurells i Wadköping Hjalmar Bergman                                           | Peter Dalle     | Dramaten                 |

## Radioteater

### Roller
| År   | Roll                         | Produktion                       | Regi            |
| ---- | ---------------------------- | -------------------------------- | --------------- |
| 1993 | John Hillman, privatdetektiv | Hillmans gamle vän Folke Mellvig | Anders Levelius |